# Real Madrid Club de Fútbol 1965-1966
Questa voce raccoglie le informazioni riguardanti il Real Madrid Club de Fútbol nelle competizioni ufficiali della stagione 1965-1966.

## Rosa
| N. |                    | Ruolo | Calciatore        |
| -- | ------------------ | ----- | ----------------- |
|    | Spagna (bandiera)  | P     | Antonio Betancort |
|    | Spagna (bandiera)  | P     | José Araquistáin  |
|    | Spagna (bandiera)  | D     | Ignacio Zoco      |
|    | Spagna (bandiera)  | D     | Manuel Sanchís    |
|    | Spagna (bandiera)  | D     | Pedro de Felipe   |
|    | Spagna (bandiera)  | D     | Vicente Miera     |
|    | Uruguay (bandiera) | D     | José Santamaría   |
|    | Spagna (bandiera)  | D     | Pachín            |
|    | Spagna (bandiera)  | D     | Antonio Calpe     |
|    | Spagna (bandiera)  | D     | Isidro            |
|    | Spagna (bandiera)  | D     | Pedro Casado      |
|    | Spagna (bandiera)  | C     | Pirri             |
|    | Spagna (bandiera)  | C     | Manuel Velázquez  |
|    | Spagna (bandiera)  | C     | Félix Ruiz        |

| N. |                     | Ruolo | Calciatore            |
| -- | ------------------- | ----- | --------------------- |
|    | Spagna (bandiera)   | C     | Fernando Serena       |
|    | Spagna (bandiera)   | C     | Ramón Tejada          |
|    | Spagna (bandiera)   | C     | Pipi Suárez           |
|    | Spagna (bandiera)   | A     | Ramón Grosso          |
|    | Spagna (bandiera)   | A     | Francisco Gento       |
|    | Spagna (bandiera)   | A     | Amancio Amaro         |
|    | Ungheria (bandiera) | A     | Ferenc Puskás         |
|    | Spagna (bandiera)   | A     | José Luis Veloso      |
|    | Paraguay (bandiera) | A     | Juan Bautista Agüero  |
|    | Spagna (bandiera)   | A     | Manuel Bueno          |
|    | Spagna (bandiera)   | A     | Emilio Morollón       |
|    | Belgio (bandiera)   | A     | Fernand Goyvaerts     |
|    | Spagna (bandiera)   | A     | Jaime Blanco          |
|    | Spagna (bandiera)   | A     | Fernando García-Ramos |